# The Game Awards 2023
Les Games Awards 2023 sont l'édition des Game Awards qui se tient le 8 décembre 2023 et qui distingue des jeux vidéo sortis dans l'année 2023. La cérémonie est présentée par Geoff Keighley au Peacock Theater.

## Image publique
À l'annonce des nominations, plusieurs personnalités et médias de l'industrie vidéoludique relèvent un manque de professionnalisme dans la sélection des œuvres en compétition. Les problèmes remarqués sont notamment la date limite de soumission des jeux candidats, qui s'arrête quelques jours après le dévoilement des nominations et prive ainsi les jeux sortis dans une certaine période de temps d'être éligibles ; le fait que Dave the Diver apparaisse dans la catégorie des meilleurs jeux indépendants, alors qu'il a en fait été développé par une filiale du riche conglomérat sud-coréen Nexon ; ou encore le fait que Destiny 2 soit listé parmi les jeux bénéficiant du meilleur suivi communautaire, alors même que les employés chargés de ce même suivi communautaire ont été dans leur grande majorité licenciés seulement quelques semaines auparavant par le studio Bungie. Solidaires Informatique (France) regrette le faible espace accordé aux travailleurs.
L'organisateur de la cérémonie, Geoff Keighley, défend la présence de Dave the Diver en rappelant la polysémie de l'expression « jeu vidéo indépendant », et que sa nomination est le résultat d'une sélection faite par 120 médias internationaux.
À la suite de la remise des prix, Destructoid s'interroge sur le lauréat décerné à Cyberpunk 2077 dans la catégorie « meilleur jeu en évolution ». En effet, pour le journaliste Jonathan LoChiatto, le jeu a « volé » le prix aux autres nommés qui sont véritablement des jeux en tant que service (Apex Legends, Final Fantasy XIV, Fortnite, Genshin Impact), alors que Cyberpunk 2077 est un jeu solo qui a connu un lancement très difficile bien qu'il ait bénéficié par la suite de nombreux correctifs de la part des développeurs. En outre, il estime que la logique de nomination est incorrecte et s'interroge sur les critères définis pour les nominations de cette catégorie.

## Présentation de jeux
En plus des récompenses, des annonces sur des jeux existants et des nouveaux ont été faites. Des nouvelles ont été données concernant Final Fantasy VII Rebirth, God of War Ragnarök, The Finals, Final Fantasy XVI, As Dusk Falls, Zenless Zone Zero, Warhammer 40,000: Space Marine 2, The First Descendant, Rise of the Rōnin, Skull and Bones, Senua's Saga: Hellblade II, Black Myth: Wukong, Suicide Squad: Kill the Justice League, Ready or Not, Prince of Persia: The Lost Crown, Metaphor: ReFantazio et Dragon Ball: Sparking! Zero.
Les nouveaux jeux annoncés durant la cérémonie sont :
- Big Walk[6]
- Brothers: A Tale of Two Sons Remake[7]
- Den of Wolves[8]
- Exoborne[9]
- Exodus[10]
- Harmonium The Musical[11]
- Jurassic Park: Survival[12]
- Kemuri[13]
- Last Sentinel[14]
- Light No Fire[15]
- Lost Records: Bloom & Rage[16]
- Marvel's Blade[17]
- Mecha BREAK[18]
- Monster Hunter Wilds[19]
- No Rest for the Wicked[20]
- OD[21]
- Pony Island 2: Panda Circus[22]
- Tales of Kenzera: Zau[23]
- Usual June[24]
- Visions of Mana[25]
- Windblown[26]

## Nominations
Les nominations sont annoncées le 13 novembre 2023.

## Palmarès
| Jeu de l'année | Meilleure réalisation |
| --- | --- |
| - Baldur's Gate III - Larian Studios - Alan Wake 2 - Remedy Entertainment/Epic Games Publishing - Marvel's Spider-Man 2 - Insomniac Games/Sony Interactive Entertainment - Resident Evil 4 - Capcom - Super Mario Bros. Wonder - Nintendo EPD/Nintendo - The Legend of Zelda: Tears of the Kingdom - Nintendo EPD/Nintendo | - Alan Wake 2 - Remedy Entertainment/Epic Games Publishing - Baldur's Gate III - Larian Studios - Marvel's Spider-Man 2 - Insomniac Games/Sony Interactive Entertainment - Super Mario Bros. Wonder - Nintendo EPD/Nintendo - The Legend of Zelda: Tears of the Kingdom - Nintendo EPD/Nintendo                                                            |
| Meilleur jeu en évolution | Meilleure narration |
| - Cyberpunk 2077 - CD Projekt - Apex Legends - Respawn Entertainment/Electronic Arts - Final Fantasy XIV - Square Enix - Fortnite - Epic Games - Genshin Impact - miHoYo | - Alan Wake 2 - Remedy Entertainment/Epic Games Publishing - Baldur's Gate III - Larian Studios - Cyberpunk 2077: Phantom Liberty - CD Projekt - Final Fantasy XVI - Square Enix - Marvel's Spider-Man 2 - Insomniac Games/Sony Interactive Entertainment                                                                                                  |
| Meilleure direction artistique | Meilleure musique |
| - Alan Wake 2 - Remedy Entertainment/Epic Games Publishing - Hi-Fi Rush - Tango Gameworks/Bethesda Softworks - Lies of P - Round8 Studio/Neowiz Games - Super Mario Bros. Wonder - Nintendo EPD/Nintendo - The Legend of Zelda: Tears of the Kingdom - Nintendo EPD/Nintendo                                               | - Final Fantasy XVI - Square Enix - Alan Wake 2 - Remedy Entertainment/Epic Games Publishing - Baldur's Gate III - Larian Studios - Hi-Fi Rush - Tango Gameworks/Bethesda Softworks - The Legend of Zelda: Tears of the Kingdom - Nintendo EPD/Nintendo |
| Meilleur design audio | Meilleure performance d'acteur |
| - Hi-Fi Rush - Tango Gameworks/Bethesda Softworks - Alan Wake 2 - Remedy Entertainment/Epic Games Publishing - Dead Space - Motive Studios/Electronic Arts - Marvel's Spider-Man 2 - Insomniac Games/Sony Interactive Entertainment - Resident Evil 4 - Capcom                                                             | - Baldur's Gate III - Neil Newbon pour Astarion - Cyberpunk 2077: Phantom Liberty - Idris Elba pour Solomon Reed - Alan Wake 2 - Melanie Liburd pour Saga Anderson - Marvel's Spider-Man 2 - Yuri Lowenthal pour Peter Parker/Spider-Man - Star Wars Jedi: Survivor - Cameron Monaghan pour Cal Kestis - Final Fantasy XVI - Ben Starr pour Clive Rosfield |
| Meilleur jeu à message positif (Games for Impact) | Meilleur jeu indépendant |
| - Tchia - Awaceb - A Space for the Unbound - Mojiken Studio/Toge Productions - Chants of Sennaar - Rundisc/Focus Entertainment - Goodbye Volcano High - KO_OP - Terra Nil - Free Lives/Devolver Digital - Venba - Visai Games                                                                                              | - Sea of Stars - Sabotage Studio - Cocoon - Geometric Interactive/Annapurna Interactive - Dave the Diver - Mintrocket - Dredge - Black Salt Games/Team17 - Viewfinder - Sad Owl Studios/Thunderful Publishing |
| Meilleur jeu mobile | Meilleur jeu VR/AR |
| - Honkai: Star Rail - miHoYo - Final Fantasy VII: Ever Crisis - Applibot/Square Enix - Hello Kitty Island Adventure - Sunblink - Monster Hunter Now - Niantic/Capcom - Terra Nil - Free Lives/Devolver Digital | - Resident Evil Village - Capcom - Gran Turismo 7 - Polyphony Digital/Sony Interactive Entertainment - Humanity - tha LTD./Enhance Games - Horizon Call of the Mountain - Guerrilla Games/Firesprite/Sony Interactive Entertainment - Synapse - nDreams |
| Meilleur jeu d'action | Meilleur jeu d'action/aventure |
| - Armored Core VI: Fires of Rubicon - FromSoftware/Bandai Namco Entertainment - Dead Island 2 - Dambuster Studios/Deep Silver - Ghostrunner 2 - One More Level/505 Games - Hi-Fi Rush - Tango Gameworks/Bethesda Softworks - Remnant 2 - Gunfire Games/Gearbox Publishing                                                  | - The Legend of Zelda: Tears of the Kingdom - Nintendo EPD/Nintendo - Alan Wake 2 - Remedy Entertainment/Epic Games Publishing - Marvel's Spider-Man 2 - Insomniac Games/Sony Interactive Entertainment - Resident Evil 4 - Capcom - Star Wars Jedi: Survivor - Respawn Entertainment/Electronic Arts                                                      |
| Meilleur RPG | Meilleur jeu de combat |
| - Baldur's Gate III - Larian Studios - Final Fantasy XVI - Square Enix - Lies of P - Round8 Studio/Neowiz Games - Sea of Stars - Sabotage Studio - Starfield - Bethesda Game Studios/Bethesda Softworks | - Street Fighter 6 - Capcom - God of Rock - Modus Games - Mortal Kombat 1 - NetherRealm Studios/Warner Bros. Games - Nickelodeon All-Star Brawl 2 - Fair Play Labs/GameMill Entertainment - Pocket Bravery - Statera Studio/PQube |
| Meilleur jeu familial | Meilleur jeu de simulation/stratégie |
| - Super Mario Bros. Wonder - Nintendo EPD/Nintendo - Disney Illusion Island - Dlala Studios/Disney Electronic Content - Party Animals - Recreate Games/Source Technology - Pikmin 4 - Nintendo EPD/Nintendo - Sonic Superstars - Arzest/Sonic Team/Sega                                                                    | - Pikmin 4 - Nintendo EPD/Nintendo - Advance Wars 1+2: Re-Boot Camp - WayForward Technologies/Nintendo - Cities: Skylines II - Colossal Order/Paradox Interactive - Company of Heroes 3 - Relic Entertainment/Sega - Fire Emblem Engage - Intelligent Systems/Nintendo                                                                                     |
| Meilleur jeu de sport/course | Meilleur jeu multijoueur |
| - Forza Motorsport - Turn 10 Studios/Xbox Game Studios - EA Sports FC 24 - EA Vancouver/EA Romania/EA Sports - F1 23 - Codemasters/EA Sports - Hot Wheels Unleashed 2: Turbocharged - Milestone Interactive - The Crew Motorfest - Ivory Tower/Ubisoft                                                                     | - Baldur's Gate III - Larian Studios - Diablo IV - Blizzard Entertainment - Party Animals - Recreate Games/Source Technology - Street Fighter 6 - Capcom - Super Mario Bros. Wonder - Nintendo EPD/Nintendo |
| Meilleur premier jeu indépendant | Meilleur lien avec sa communauté |
| - Cocoon - Geometric Interactive/Annapurna Interactive - Dredge - Black Salt Games/Team17 - Pizza Tower - Tour de Pizza - Venba - Visai Games - Viewfinder - Sad Owl Studios/Thunderful Publishing | - Baldur's Gate III - Larian Studios - Cyberpunk 2077 - CD Projekt - Destiny 2 - Bungie Studios - Final Fantasy XIV - Square Enix - No Man's Sky - Hello Games |
| Meilleur jeu E-Sport | Meilleur joueur E-Sport |
| - Valorant - Riot Games - Counter-Strike 2 - Valve - Dota 2 - Valve - League of Legends - Riot Games - PUBG Mobile - Tencent | - Faker - Demon1 - HyDra - ImperialHal - Ruler - ZywOo |
| Meilleure équipe E-sport | Créateur de contenu de l'année |
| - JD Gaming - Evil Geniuses - Fnatic - Gaimin Gladiators - Team Vitality | - Ironmouse - People Make Games (en) - Quackity - Spreen - SypherPK (en) |
| Meilleure coach E-sport | Meilleur événement E-sport |
| - potter - Homme - Gunba - XTQZZZ - zonic | - Championnat du monde de League of Legends 2023 - BLAST Paris Major 2023 - Evolution Championship Series - The International - Valorant Champions 2023 |
| Meilleure innovation pour l’accessibilité | Jeu le plus attendu |
| - Forza Motorsport - Turn 10 Studios/Xbox Game Studios - Diablo IV - Blizzard Entertainment - Hi-Fi Rush - Tango Gameworks/Bethesda Softworks - Marvel's Spider-Man 2 - Insomniac Games/Sony Interactive Entertainment - Mortal Kombat 1 - NetherRealm Studios/Warner Bros. Games - Street Fighter 6 - Capcom              | - Final Fantasy VII Rebirth - Square Enix - Hades II - Supergiant Games - Like a Dragon: Infinite Wealth - Ryū ga Gotoku Studio/Sega - Star Wars Outlaws - Massive Entertainment/Ubisoft - Tekken 8 - Bandai Namco Entertainment |
| Meilleure adaptation | Vote du public |
| - The Last of Us - Castlevania: Nocturne - Gran Turismo - Super Mario Bros. le film - Twisted Metal | - Baldur's Gate III - Larian Studios - Cyberpunk 2077: Phantom Liberty - CD Projekt - Genshin Impact - miHoYo - Marvel's Spider-Man 2 - Insomniac Games/Sony Interactive Entertainment - The Legend of Zelda: Tears of the Kingdom - Nintendo EPD/Nintendo                                                                                                 |

## Statistiques

### Nominations multiples pour les jeux
| Nombres de nominations | Nombres de prix | Jeux                                      |
| ---------------------- | --------------- | ----------------------------------------- |
| 9                      | 5/9             | Baldur's Gate III                         |
| 8                      | 3/8             | Alan Wake 2                               |
| 7                      | 0/7             | Marvel's Spider-Man 2                     |
| 6                      | 1/6             | The Legend of Zelda: Tears of the Kingdom |
| 5                      | 1/5             | Cyberpunk 2077                            |
| 5                      | 1/5             | Hi-Fi Rush                                |
| 5                      | 1/5             | Super Mario Bros. Wonder                  |
| 4                      | 1/4             | Final Fantasy XVI                         |
| 3                      | 1/3             | Street Fighter 6                          |
| 3                      | 0/3             | Resident Evil 4                           |
| 2                      | 2/2             | Forza Motorsport                          |
| 2                      | 1/2             | Cocoon                                    |
| 2                      | 1/2             | Pikmin 4                                  |
| 2                      | 1/2             | Sea of Stars                              |
| 2                      | 0/2             | Diablo IV                                 |
| 2                      | 0/2             | Dredge                                    |
| 2                      | 0/2             | Genshin Impact                            |
| 2                      | 0/2             | Lies of P                                 |
| 2                      | 0/2             | Mortal Kombat 1                           |
| 2                      | 0/2             | Party Animals                             |
| 2                      | 0/2             | Star Wars Jedi: Survivor                  |
| 2                      | 0/2             | Terra Nil                                 |
| 2                      | 0/2             | Venba                                     |
| 2                      | 0/2             | Viewfinder                                |

### Nominations multiples pour les éditeurs
| Nombres de nominations | Éditeurs                                                 |
| ---------------------- | -------------------------------------------------------- |
| 16                     | Nintendo                                                 |
| 14                     | Sony Interactive Entertainment                           |
| 10                     | Xbox Game Studios/Bethesda Softworks/Activision Blizzard |
| 9                      | Epic Games                                               |
| 9                      | Larian Studios                                           |
| 8                      | Capcom                                                   |
| 8                      | Square Enix                                              |
| 6                      | Electronic Arts                                          |
| 5                      | CD Projekt                                               |
| 4                      | Riot Games                                               |